# Walckenaeria languida
Walckenaeria languida este o specie de păianjeni din genul Walckenaeria, familia Linyphiidae. A fost descrisă pentru prima dată de Simon, 1914. Conform Catalogue of Life specia Walckenaeria languida nu are subspecii cunoscute.